# سفر امید
سفر امید (آلمانی: Reise der Hoffnung; ترکی استانبولی: Umuda Yolculuk) یک فیلم درام به کارگردانی گزاویه کولر است که در سال ۱۹۹۰ منتشر شد.
این فیلم در سال ۱۹۹۰ میلادی، جایزه اسکار بهترین فیلم خارجی‌زبان را برای کشور سوئیس به ارمغان آورد.